# Royal Stewart tartan

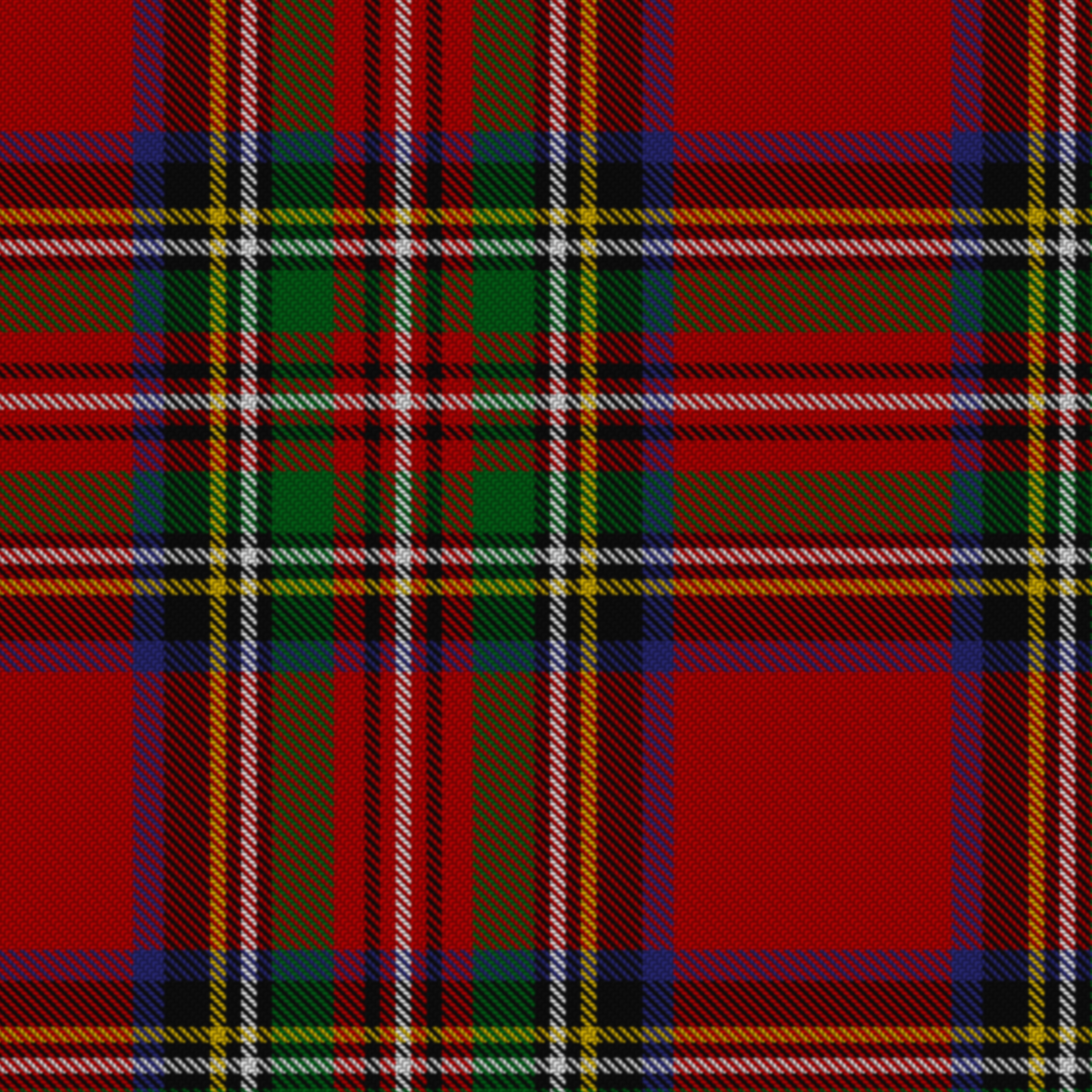
Royal Stewart tartan

Il Royal Stewart tartan fu il tartan personale della regina Elisabetta II. Retrospettivamente il tartan viene associato alla casa reale degli Stewart. Il disegno fu pubblicato per la prima volta nel 1831 nel libro The Scottish Gael di James Logan.